# Furcina osimae
Furcina osimae är en fiskart som beskrevs av Jordan och Starks, 1904. Furcina osimae ingår i släktet Furcina och familjen simpor. Inga underarter finns listade i Catalogue of Life.